# تيتو البرتي
تيتو البرتي (بالإسبانية: Tito Alberti)‏ هو عازف جاز وملحن أرجنتيني، ولد في 12 يناير 1923، وتوفي في 25 مارس 2009.